# Оберн (Вайоминг)

## География
По данным Бюро переписи населения США статистически обособленная местность Оберн имеет общую площадь в 5,44 км2, водных ресурсов в черте населённого пункта не имеется.
Оберн расположен на высоте 1845 метров над уровнем моря.

## Демография
По данным переписи населения 2000 года в Оберне проживало 276 человек, 74 семьи, насчитывалось 85 домашних хозяйств и 94 жилых дома. Средняя плотность населения составляла около 49,7 человек на один квадратный километр. Расовый состав города по данным переписи распределился следующим образом: 98,19 % белых, 1,45 % — представителей смешанных рас, 0,36 % — других народностей. Испаноговорящие составили 0,72 % от всех жителей статистически обособленной местности.
Из 85 домашних хозяйств в 37,6 % — воспитывали детей в возрасте до 18 лет, 77,6 % представляли собой совместно проживающие супружеские пары, в 8,2 % семей женщины проживали без мужей, 11,8 % не имели семей. 9,4 % от общего числа семей на момент переписи жили самостоятельно, при этом 5,9 % составили одинокие пожилые люди в возрасте 65 лет и старше. Средний размер домашнего хозяйства составил 3,25 человек, а средний размер семьи — 3,45 человек.
Население статистически обособленной местности по возрастному диапазону по данным переписи 2000 года распределилось следующим образом: 32,6 % — жители младше 18 лет, 11,2 % — между 18 и 24 годами, 23,2 % — от 25 до 44 лет, 23,9 % — от 45 до 64 лет и 9,1 % — в возрасте 65 лет и старше. Средний возраст жителей составил 30 лет. На каждые 100 женщин в Оберне приходилось 107,5 мужчин, при этом на каждые сто женщин 18 лет и старше приходилось 102,2 мужчин также старше 18 лет.
Средний доход на одно домашнее хозяйство в статистически обособленной местности составил 33 125 долларов США, а средний доход на одну семью — 35 083 доллара. При этом мужчины имели средний доход в 29 583 доллара США в год против 15 208 долларов среднегодового дохода у женщин. Доход на душу населения в статистически обособленной местности составил 9932 доллара в год. 17,3 % от всего числа семей в округе и 22,3 % от всей численности населения находилось на момент переписи населения за чертой бедности, включая 34,8 % жителей младше 18 и старше 65 лет.